# Кудринське родовище бентонітових глин
Ку́дринське родо́вище — родовище бентонітових глин, розташоване в Бахчисарайському районі АР Крим. Родовище вивчене Ладаном А. Н., Лебединським В. І. та Кириченко Л. П. в 1972—1976 роках.

## Характеристика
У будові родовища беруть участь карбонатні відклади верхньої крейди, що залягають похило. Найбільш древні шари порід оголюються в південно-східній частині родовища і представлені брекчієвими вапняками, що перешаровуються з вапняковистими мергелями (нерозчленовані відклади верхньотуронського і коньякського ярусів,) потужністю 30-35 м. На них з розмивом лежать відкладення сантонського ярусу. Вони представлені білими і ясно-сірими мергелями з прошарками зеленувато-сірих глинистих мергелів з конкреціями. Потужність відкладень 28-37 м. На них залягають відкладення кампанського ярусу. До нижньої частини цього ярусу, складеного білими крейдоподібними вапняками і мергелями, належить основний шар бентоніту потужністю від 0,15 до 0,7 м.
Кудринський бентоніт складається на 95-97 % з монтморилоніту. Глина тонкодисперсна, вміст тонкопелітових часточок — від 53,95 до 71,6 %, великопелітових — від 56,6 до 27,7 %, алевритових — 0,2 %, а піщанистий матеріал практично відсутній. За складом і вмістом поглинених катіонів бентоніт Кудринського родовища розподіляється на лужноземельний різновид (Mg2++Ca2+>Na++K+), пов'язаний з виходом шару на поверхню, і лужний різновид (Na++K+>Mg2++Ca2+), виявлений лише на глибині понад 12 м. Установлений також проміжний лужноземельний різновид з підвищеним вмістом Na+. Дифрактометричний аналіз глинистої фракції бентоніту свідчить про наявність трьох різновидів монтморилоніту: лужний, лужноземельний і лужноземельний з підвищеним вмістом Na+. Вони чітко розрізняються за величиною рефлексу. Термічний аналіз також підтверджує переважно монтморилонітовий склад глини. Високі адсорбційні і йонообмінні властивості бентонітів обумовлені специфічною будовою кристалічних ґрат мінералу, величиною питомої поверхні, розмірами і характером пір, утворенням та хімічною неоднорідністю.

### Техніко-економічні показники
- Геологічні запаси родовища становлять 596 тисяч тонн.
- Середня потужність корисної копалини: 0,41 м.
- Середня потужність розкривних робіт: 23 м.
- Загальний планований річний обсяг видобутку бентонітової глини в кар'єрі в 2003 р.: 5000-10000 т